# 클로로아세트산
클로로아세트산(영어: Chloroacetic acid, 화학식 : ClCH2CO2H)는 유기 염소산이다.